# Char núr
Char núr (mongolsky Хар Нуур, což znamená Černé jezero) je průtočné jezero v Kotlině Velkých jezer na západě Mongolska. Leží na východě Chovdského ajmagu, přičemž jeho východním břehem prochází hranice se Zavchanským ajmagem. Má rozlohu asi 530 km² a dosahuje hloubky 7 m. Leží v nadmořské výšce 1132 m.

## Pobřeží
Pobřeží je pusté.

## Vodní režim
Voda do jezera přitéká průtokem z jezera Char Us núr a odtéká částečně průtokem do jezera Dörgön núr a částečně jiným průtokem do řeky Zavchan.

## Fauna
Jezero je bohaté na ryby.